# Boris Liatochinski
Boris Nikolaïevitch Liatochinski (russe : Борис Николаевич Лятошинский ; ukrainien : Борис Миколайович Лятошинський, Borys Mykolaïovytch Liatochynskyï), né à Jytomyr le 3 janvier 1895 et mort à Kiev le 15 avril 1968, est un compositeur et chef d'orchestre ukrainien et soviétique.

## Biographie
Boris Liatochinski est issu d'une famille d'enseignants. Son père était professeur d'histoire et sa mère jouait du piano et pratiquait le chant. Il se met très tôt à la musique, étudiant le violon et le piano. Doué, il écrit déjà plusieurs pièces pour piano à l'âge de quatorze ans, notamment une mazurka et une valse. En 1913, il entame des études de droit à l'Université de Kiev qu'il termine en 1918. Parallèlement, il étudie la composition avec Reinhold Glière.
À partir de 1920, il enseigne la composition au conservatoire de Kiev. De 1922 à 1925, il dirige l'association de Musique moderne Mykola Léontovytch. Entre 1935 et 1938, il est professeur d'instrumentation au conservatoire de Moscou.
Le style de Liatochinski subit l'influence de l'« école classique russe » : Rimski-Korsakov, Borodine, Glazounov, Tchaïkovski et Taneïev. Sa musique présente un penchant pour le nationalisme, des affinités avec le folklore ukrainien, russe et polonais, et plus généralement avec le folklore slave. Il dispensa son enseignement à des compositeurs de renommée internationale comme Gara Garayev, Leonid Grabovski et Valentin Silvestrov. Il laisse une production abondante, qui comprend de la musique de film.
Liatochinski est très apprécié en Union soviétique ; il reçoit pour ses compositions de nombreuses distinctions, dont deux fois le prix Staline, pour le Quintette avec piano « Ukrainien », opus 42 (1942) en 1946, et pour la musique du film Taras Chevtchenko d'Igor Savtchenko (1950) en 1952.
Le compositeur est inhumé au cimetière Baïkov à Kiev. En 1971, on lui attribue à titre posthume le prix national Taras Chevtchenko pour son opéra L'Anneau d'or (1970).
L'École musicale supérieure de Kharkiv (uk) porte son nom depuis 1968.

## Œuvres

### Musique de scène
- L'Anneau d'or, opéra en 4 actes, opus 23 (1929) (révisé en 1970)
- Shchors, opéra en 5 actes d'après I. Kocherha et M. Rylski, opus 29 (1937)
- Le Commandant, opéra (1970)

### Orchestre
- Cinq symphonies :
  - Symphonie no 1 en la majeur, opus 2 (1918-1919)
  - Symphonie no 2 en si mineur, opus 26 (1935-1936, révisée en 1940)
  - Symphonie no 3 en si mineur, opus 50 (1951)
  - Symphonie no 4 en si mineur, opus 63 (1963)
  - Symphonie no 5 en do majeur "Slave", opus 67 (1965-1966)
- Marche fantastique, opus 3 (1920)
- Ouverture sur 4 thèmes folkloriques ukrainiens, opus 20 (1927)
- Suite tirée de l'opéra "The Golden Tire", opus 23 (1928)
- Poème lyrique (1947)
- Chant de la réunification de la Russie, opus 49 (1949-1950)
- Valse (1951)
- Suite, d'après la musique de film "Taras Chevtchenko", opus 51 (1952)
- Concerto slave pour piano et orchestre, opus 54 (1953)
- Suite d'après la pièce "Roméo et Juliette", opus 56 (1955)
- "Sur les berges de la Vistule", poème symphonique, opus 59 (1958)
- Orchestration du quatuor à cordes no 2 en la majeur, opus 4 (No. 2 Intermezzo(?))(1960)
- Suite polonaise, opus 60 (1961)
- Ouverture slave, opus 61 (1961)
- Poème lyrique "À la mémoire de Glière", opus 66 (1964)
- Suite slave, opus 68 (1966)
- Ouverture de fête, opus 70 (1967)
- "Grazyna", ballade d'après A. Mickiewicz opus 58 (1955)

### Musique de chambre
- Cinq quatuors à cordes :
  - Quatuor à cordes nº 1 en ré mineur, opus 1 (1915)
  - Quatuor à cordes nº 2 en la majeur, opus 4 (1922)
  - Quatuor à cordes nº 3, opus 21 (1928)
  - Quatuor à cordes nº 4, opus 43 (1943)
  - Quatuor à cordes nº 5, (1944-1951)
- Trio avec piano nº 1, opus 7 (1922, révisé en 1925)
- Sonate pour violon et piano, opus 19 (1926)
- Trois pièces d'après des thèmes folkloriques, pour violon et piano, opus 25 (1932)
- Trio avec piano nº 2, opus 41 (1942)
- Quintette avec piano "Ukrainien", opus 42 (1942)
- Suite sur des chants folkloriques ukrainiens, pour quatuor à cordes, opus 45 (1944)
- Suite pour quatuor à vents, opus 46 (1944)
- Deux Mazurkas sur des thèmes polonais, pour violoncelle et piano (1953)
- Nocturne et Scherzino pour alto et piano (1963)

### Piano
- Elegy-Prelude (1920)
- Sonate pour piano nº 1 opus 13 (1924)
- 7 pièces "Reflections" opus 16 (1925)
- Sonate pour piano nº 2 "Sonata Ballade" opus 18 (1925)
- Ballade, opus 22 (1928-1929)
- Ballade, opus 24 (1929)
- Suite (1941)
- Trois Préludes, opus 38 (1942)
- Deux Préludes, opus 38b (1942)
- Shevchenko-Suite (1942) inachevée.
- Cinq Préludes, opus 44 (1943)
- Concerto Étude-Rondo (1962-1965)
- Concert-Étude (1962-1967)

### Musique vocale avec orchestre
- Cantate festive "Pour le 60e anniversaire de Staline", d'après Rilskov pour chœur mixte et orchestre (1938)
- "Héritage", cantate d'après Chevtchenko (1939)

### Musique vocale
- "Moonshadow", chant d'après Verlaine, I. Severyanin, Balmont et Wilde, opus 9 (1923)
- Deux Poèmes, d'après Shelley, opus 10 (1923)
- Deux Chants, d'après Maeterlinck et Balmont, opus 12 (1923)
- Quatre Poèmes, d'après Shelley, opus 14 (1924)

avec accompagnement :
- Poèmes pour baryton et piano, opus 15 (1924)

### Musique pour chœurs
- Le Soleil se lève à l'horizon, chant d'après Chevtchenko, pour chœur.
- Eau et flots dans le Lac Bleu!, chant d'après Chevtchenko, pour chœur.
- Saisons, d'après Alexandre Pouchkine, pour chœur.
- Po negy kradetsya luna, d'après Alexandre Pouchkine, pour chœur.
- Kto, volny, vas ostanovil, d'après Alexandre Pouchkine, pour chœur.

### Musiques de film
- Musique pour la pièce Tragédie optimiste (1932)
- Musique du film Taras Chevtchenko d'Igor Savtchenko (1950)
- Musique pour la pièce Roméo et Juliette (1954)
- Musique du film The Hooked Pig's Snout (1956)
- Musique du film Ivan Franko de Timofei Levtchouk (1956)

### Fanfares
- Marche nº 1 pour orchestre à vent (1931)
- Marche nº 2 pour orchestre à vent (1932)
- Marche nº 3 pour orchestre à vent (1936)

### Révisions
- Orchestration de l'opéra "Tarass Boulba" de Mykola Lyssenko (avec Levko Révoutsky)
- Orchestration du concerto pour violon de Glière (avec K. G. Mostras)

## Discographie

### Orchestre
- Symphonie no 2, op. 26 ; Concerto slave pour piano et orchestre op. 54 - Rzhanov, piano ; Orchestre symphonique national d'Ukraine, dir. Vladimir Gnedash et Fédor Glushchenko (1974/1982, Russian Disc) (OCLC 1109999950)
- Symphonie no 3, op. 50 ; Roméo et Juliette, suite d'orchestre - Orchestre symphonique national d'Ukraine, dir. S. Turchak ; Ukrainian Radio & TV Symphony Orchestra, dir. Vladimir Gnedash (1976, Russian Disc) (OCLC 32967157)
- Symphonie no 1, op. 2 ; Poème de Réunification ; Ouverture ukrainienne - Orchestre symphonique national d'Ukraine, dir. Vladimir Gnedash (1987/1990, Russian Disc) (OCLC 34049334)
- Symphonie no 4 op. 63 ; Sur les berges de la Vistule ; Poème lyrique - Orchestre symphonique national d'Ukraine, dir. Viktor Sirenko & Fédor Glushchenko (1989/1992, Russian Disc) (OCLC 638641593)
- Suite polonaise ; Ouverture ukrainienne ; Intermezzo ; Poème lyrique ; Marche fantastique - Orchestre symphonique d'État Jeune Russie de Moscou, dir. Virko Baley (Le Chant du Monde 1994) (OCLC 638641580)
- Symphonies no 2 op. 26 et no 3 op. 50 - Orchestre symphonique national d'Ukraine, dir. Theodore Kuchar (1993, Marco Polo / Naxos) (OCLC 1085249849)
- Symphonies no 4 op. 63 et no 5 « Slave » op. 67 - Orchestre symphonique national d'Ukraine, dir. Theodore Kuchar (1993, Marco Polo / Naxos)
- Symphonie n°1 op. 2 ; Grazhyna, ballade symphonique op. 58 - Orchestre symphonique national d'Ukraine, dir. Theodore Kuchar (1994, Marco Polo / Naxos)
- Symphonie n°2 op. 26 ; Grazhyna, ballade symphonique op. 58 - Orchestre symphonique de Bournemouth, dir. Kirill Karabits (15-16 mai 2018, SACD Chandos CHSA 5233) (OCLC 1098205503)

### Vocale
- Ozymandias op. 115 et Romances pour basse et piano - Vassily Savenko, basse ; Alexander Blok, piano (25-28 janvier 2009, Toccata Classics TOCC0053)

### Orchestration
- Orchestration de Boris Liatochinski du Concerto pour violon et orchestre, op. 100 de Reinhold Glière ; Glière, Symphonie no 2 - Nishino, violon ; Orchestre Philharmonia, dir. Yondani Butt (ASV, 2000)

## Sources
- Livret de présentation du disque Symphonies no 4 et no 5, Cracow Philharmonic Orchestra, dir. Roland Bader, CPO 999 183-2